# Shun Tanaka
Shun Tanaka (japanisch 田中 舜 Tanaka Shun; * 15. März 1988 in Shimizu (heute Shizuoka), Shizuoka) ist ein ehemaliger japanischer Fußballspieler.

## Karriere
Tanaka erlernte das Fußballspielen in der Schulmannschaft der „präfekturbetriebenen Oberschule Shimizu-Ost Shizuoka“ (Shizuoka kenritsu Shimizu-higashi kōtō-gakō, engl. "Shimizu Higashi High School") und der Universitätsmannschaft der Rikkyō-Universität. Seinen ersten Vertrag unterschrieb er 2011 bei Arte Takasaki. Der Verein spielte in der dritthöchsten Liga des Landes, der Japan Football League. 2012 wechselte er zu Japan Soccer College. 2013 wechselte er zu Grulla Morioka. Am Ende der Saison 2013 stieg der Verein in die J3 League auf. 2016 wechselte er zu Azul Claro Numazu. Am Ende der Saison 2016 stieg der Verein in die J3 League auf. 2018 kehrte er zu Grulla Morioka zurück. Ende 2018 beendete er seine Karriere als Fußballspieler.